# Nicole Hosp
Nicole Hosp, née le 6 novembre 1983 à Ehenbichl dans le Tyrol, est une skieuse alpine autrichienne. Révélée à 18 ans sur le circuit de la Coupe du monde, Niki Hosp, comme elle est également appelée, s'affirme année après année comme une skieuse complète s'illustrant aussi bien dans les disciplines techniques (le slalom et le slalom géant) que dans les épreuves de vitesse (le super G et descente). Elle concrétise cette réussite en 2007 par le gain du « gros » globe de cristal récompensant la meilleure skieuse de la saison. Sacrée pour la première fois championne du monde au début de cette même année 2007, l'Autrichienne est également médaillée d'argent olympique du slalom en 2006 à Turin. En 2014, elle ajoute deux médailles olympiques à son palmarès (l'argent en super combiné et le bronze en super G).

## Biographie

### Début de carrière
Nicole Hosp fait sa première apparition en équipe nationale en décembre 2000 lors d'une épreuve de Coupe d'Europe organisée à Serre Chevalier (France). Sans se distinguer particulièrement, elle participe aux Mondiaux juniors de Verbier en 2001 (son meilleur résultat est une neuvième place obtenue en descente). C'est le 18 février 2001 que Nicole Hosp dispute sa première épreuve de Coupe du monde lors d'un slalom organisé à Garmisch-Partenkirchen en Allemagne. Non qualifiée pour la seconde manche, elle refait son apparition durant la saison 2001-2002 au cours de laquelle elle marque ses deux premiers points sur un slalom géant se tenant à Maribor (Slovénie). Effectuant la majeure partie de la saison en Coupe d'Europe, l'antichambre de l'élite mondiale, elle se distingue par un succès et plusieurs podiums lui permettant de terminer la saison à la quatrième place du classement général et au second rang du classement du slalom géant. Par ailleurs, l'Autrichienne enlève la médaille de bronze lors des Championnats du monde juniors 2002 organisés en Italie.

### La révélation en Coupe du monde
La skieuse alpine autrichienne marque les esprits à l'occasion de l'épreuve d'ouverture de la Coupe du monde 2002-2003, théâtre de son  huitième départ dans une épreuve de ce niveau. Onzième temps du premier tracé du slalom géant de Sölden, Hosp parvient à décrocher la victoire finale en réalisant le meilleur temps lors de la seconde manche. Elle doit cependant partager ce succès avec deux autres skieuses, la Slovène Tina Maze et la Norvégienne Andrine Flemmen. Cette triple égalité pour la victoire constitue une conclusion inédite pour une épreuve depuis la création de la Coupe du monde en 1967. L'Autrichienne confirme ce premier succès durant l'hiver par plusieurs places d'honneur et surtout cinq nouveaux podiums obtenus en slalom ou en slalom géant. Pour sa première année complète par l'élite mondiale, Hosp conclut la saison au 10e rang mondial au classement général et au 4e pour le slalom géant. Révélation de l'année dans les disciplines techniques à seulement 19 ans, Nicole Hosp s'illustre également lors des Championnats du monde organisés à Saint-Moritz en février 2003. Elle y décroche en effet une médaille d'argent lors de l'épreuve du combiné, seulement battue de 6 centièmes par la Croate Janica Kostelić. C'est de nouveau cette dernière qui s'impose en slalom tandis que Nicole Hosp enlève le bronze derrière sa compatriote Marlies Schild.
La saison 2003-2004 débute aussi bien qu'avait commencé la précédente puisqu'elle aligne sept podiums dont deux victoires en onze courses (elle remporte notamment son premier slalom à Madonna di Campiglio). Cette bonne dynamique est cependant interrompue en janvier 2004 lorsque la skieuse se fracture la cheville, une blessure contractée lors d'un footing à Schladming. Nicole Hosp est alors contrainte de mettre un terme à sa saison alors qu'elle figurait au troisième rang au classement général de la coupe du monde et au second pour le slalom.

### En piste vers les Jeux olympiques (2005-2006)
L'Autrichienne effectue son retour à la compétition en novembre 2004 lors d'un slalom géant organisé à Sölden. Malgré quelques non-qualifications pour des secondes manches dans les disciplines techniques ou des sorties de pistes en début de saison, elle retrouve le haut-niveau en obtenant trois podiums en fin de saison. Hosp ne remporte cependant aucun succès durant cette année qu'elle termine au 14e rang mondial, en baisse donc par rapport aux deux précédentes saisons. Non récompensée à titre individuel aux Mondiaux 2005, elle s'illustre en revanche avec l'équipe autrichienne en remportant l'argent lors de la Coupe des nations. Nicole Hosp ne retrouve son meilleur niveau qu'au début de la Coupe du monde 2005-2006 : auteur de plusieurs podiums, elle renoue avec le succès à Cortina d'Ampezzo lors d'un slalom géant organisé quelques semaines avant les Jeux olympiques d'hiver de 2006. Sélectionnée dans la Wunderteam autrichienne, elle participe ainsi pour la première fois au rendez-vous olympique qu'organise la ville piémontaise de Turin.
D'abord alignée sur l'épreuve du combiné, Nicole Hosp doit se satisfaire de la cinquième place finale à plus d'une seconde et demie du podium. L'Autrichienne se distingue en revanche sur le slalom à l'issue duquel elle décroche la médaille d'argent seulement devancée par la Suédoise Anja Pärson. Elle rate cependant une seconde médaille en échouant au pied du podium lors de l'épreuve du slalom géant (à 33 centièmes de la troisième place de la Suédoise Anna Ottosson). Après les Jeux, l'Autrichienne s'illustre de nouveau sur le circuit de la Coupe du monde notamment lors des finales annuelles organisées à Åre (Suède). La jeune skieuse s'y révèle dans les disciplines de vitesse en décrochant un premier succès en carrière sur un super G et en signant une quatrième place sur une descente. Auteur d'une saison riche de deux succès et d'une médaille olympique, la skieuse alpine achève l'année au quatrième rang mondial derrière les intouchables Janica Kostelić et Anja Pärson et sa compatriote Michaela Dorfmeister.

### Au sommet de la hiérarchie mondiale (2007-2008)
Après un début de saison 2006-2007 marqué par plusieurs podiums, Nicole Hosp remporte son premier succès à Kranjska Gora (Slovénie). En février 2007, elle participe de nouveau aux Championnats du monde. D'abord quatrième sur le super G (à six centièmes du podium), elle doit se contenter de la sixième sur le super combiné. Elle se rattrape lors de la descente en remportant la médaille de bronze, le premier top-3 de sa carrière dans cette discipline. Pourtant vice-championne olympique de la discipline, Hosp ne termine que 17e sur le slalom. Elle devenait auparavant championne du monde du slalom géant pour la première fois en devançant la Suédoise Maria Pietilä Holmner.
En Coupe du monde, auteur d'un premier succès en carrière sur une épreuve combinée à Tarvisio, Nicole Hosp se distingue par plusieurs podiums qui lui permettent de figurer au sommet du classement général de la Coupe du monde. À la lutte avec ses compatriotes Marlies Schild et Renate Götschl et l'Américaine Julia Mancuso, Nicole Hosp prend un avantage décisif en gagnant les deux dernières épreuves de la saison à Lenzerheide (Suisse). Par ce succès, la skieuse autrichienne remporte le classement général final de la coupe du monde, le classement final du slalom géant et termine parmi les trois premières en super G, en slalom et en combiné. Championne du monde et lauréate du « gros » globe de cristal pour la première fois, la meilleure skieuse de la saison est par ailleurs distinguée dans son pays puisqu'elle est désignée sportive autrichienne de l'année 2007.
En 2008, deux victoires en slalom lui permettent de rivaliser avec sa compatriote Marlies Schild pour le classement particulier du slalom. Plusieurs podiums et places d'honneur la placent en outre comme une candidate à sa propre succession pour le classement général de la Coupe du monde. Elle ne parvient cependant pas à conserver le titre de meilleure skieuse de la saison puisque l'Américaine Lindsey Vonn lui ravit le trophée.

### Années de disette, Jeux olympiques et fin de carrière (2009-2015)
Lors de la saison 2008-2009, l'Autrichienne se blesse sérieusement au genou gauche lors d'un entraînement à Zagreb en janvier 2009. Contrainte au repos pendant un mois et demi, Hosp est longtemps incertaine pour les Championnats du monde 2009 prévus à Val d'Isère mais s'aligne finalement dans les épreuves techniques.
Sa saison saison 2009-2010 s'achève dès le slalom géant de Sölden à la suite d'une rupture du ligament croisé antérieur du genou droit.
Après des années de disette, elle retrouve les places d'honneur avec une médaille de bronze en super combiné aux Championnats du monde de ski alpin 2013, suivie de deux médailles olympiques aux Jeux d'hiver de 2014 à Sotchi. Une médaille d'argent mondiale en combiné est remportée en 2015.
Elle annonce sa retraite sportive le 1er juin 2015 à l'âge de 31 ans.

## Palmarès

### Jeux olympiques d'hiver
| Épreuve / Édition | Turin 2006 | Sotchi 2014 |
| Slalom géant      | 4e         |             |
| Slalom            | Argent     |             |
| Combiné           | 5e         | Argent      |
| Super-G           | —          | Bronze      |
| Descente          | —          | 9e          |

### Championnats du monde
| Épreuve / Édition | St-Moritz 2003 | Bormio 2005 | Åre 2007 | Val d'Isère 2009 | Garmisch-Partenkirchen 2011 | Schladming 2013 | Vail - Beaver Creek 2015 |
| Descente          | –              | –           | Bronze   | -                | -                           | -               | -                        |
| Super-G           | –              | –           | 4e       | -                | 12e                         | -               | Abandon                  |
| Slalom géant      | Abandon        | 5e          | Or       | 23e              | -                           | -               | -                        |
| Slalom            | Bronze         | Abandon     | 17e      | -                | 18e                         | 15e             | Abandon                  |
| Combiné           | Argent         | –           | 6e *     | -                | 12e *                       | Bronze *        | Argent                   |
| Par équipes       | -              | Argent      | -        | -                | -                           | Or              | Or                       |

* Super combiné
| Épreuve / Édition | Verbier 2001 | Tarvisio 2002 |
| Descente          | 9e           | Bronze        |
| Super G           | –            | 14e           |
| Slalom géant      | 25e          | Abandon       |
| Slalom            | 10e          | 4e            |

### Coupe du monde
- Vainqueur du classement général en 2007.
- Vainqueur du classement de slalom géant en 2007.
- 57 podiums, dont 12 victoires (5 en slalom géant, 5 en slalom, 1 en super G, 1 en super-combiné).

#### Détail des victoires
| Saison / Épreuve | Super G | Slalom géant              | Slalom               | Combiné  | Total |
| 2003             | –       | Sölden                    | –                    | –        | 1     |
| 2004             | –       | Lienz                     | Madonna di Campiglio | –        | 2     |
| 2006             | Åre     | Madonna di Campiglio      | –                    | –        | 2     |
| 2007             | –       | Kranjska Gora Lenzerheide | Lenzerheide          | Tarvisio | 4     |
| 2008             | –       | –                         | Aspen Maribor        | –        | 2     |
| 2015             | –       | –                         | Aspen                | –        | 1     |
| Total            | 1       | 5                         | 5                    | 1        | 12    |

#### Classements en Coupe du monde
| Saison / Épreuve | Saison / Épreuve | Général | Général | Descente | Descente | Super G | Super G | Slalom géant | Slalom géant | Slalom | Slalom | Combiné | Combiné |
| ---------------- | ---------------- | ------- | ------- | -------- | -------- | ------- | ------- | ------------ | ------------ | ------ | ------ | ------- | ------- |
| Saison / Épreuve | Saison / Épreuve | Class.  | Points  | Class.   | Points   | Class.  | Points  | Class.       | Points       | Class. | Points | Class.  | Points  |
| 2002             | 2002             | 121e    | 2       | -        | -        | -       | -       | 58e          | 2            | -      | -      | -       | -       |
| 2003             | 2003             | 10e     | 558     | -        | -        | -       | -       | 4e           | 332          | 10e    | 226    | -       | -       |
| 2004             | 2004             | 12e     | 566     | -        | -        | -       | -       | 6e           | 260          | 6e     | 360    | -       | -       |
| 2005             | 2005             | 14e     | 492     | -        | -        | -       | -       | 6e           | 238          | 7e     | 204    | 4e      | 50      |
| 2006             | 2006             | 4e      | 1112    | 23e      | 79       | 10e     | 175     | 4e           | 461          | 6e     | 307    | 5e      | 90      |
| 2007             | 2007             | 1re     | 1572    | 20e      | 122      | 2e      | 352     | 1re          | 490          | 2e     | 418    | 3e      | 190     |
| 2008             | 2008             | 2e      | 1183    | 19e      | 123      | 10e     | 222     | 7e           | 241          | 2e     | 515    | 9e      | 82      |
| 2009             | 2009             | 14e     | 496     | 46e      | 3        | 25e     | 63      | 24e          | 75           | 8e     | 275    | 8e      | 80      |
| 2010             | 2010             | -       | -       | -        | -        | -       | -       | -            | -            | -      | -      | -       | -       |
| 2011             | 2011             | 15e     | 454     | -        | -        | 8e      | 141     | 28e          | 41           | 12e    | 160    | 5e      | 112     |
| 2012             | 2012             | 22e     | 367     | 36e      | 28       | 20e     | 116     | -            | -            | 26e    | 73     | 3e      | 120     |
| 2013             | 2013             | 16e     | 423     | -        | -        | 20e     | 88      | -            | -            | 15e    | 175    | 2e      | 160     |
| 2014             | 2014             | 9e      | 575     | 22e      | 108      | 6e      | 213     | -            | -            | 8e     | 204    | 4e      | 50      |
| 2015             | 2015             | 5e      | 684     | 12e      | 180      | 6e      | 255     | -            | -            | 9e     | 249    | -       | -       |

### Coupe d'Europe
- 4e du classement général en 2002.
- 2e du classement du slalom géant en 2002.
- 6 podiums, dont 2 victoires.

### Championnats d'Autriche
- Championne du slalom géant en 2005 et 2008.